# История Кинешмы
История Ки́нешмы насчитывает, по меньшей мере, 521 год.
Первое упоминание о волости Кинешме относится к 1504 году, когда она была названа в духовной грамоте великого князя Ивана III в числе владений, которые тот пожаловал князю Фёдору Бельскому в вотчину.
В Смутное время кинешемское ополчение под предводительством воеводы Фёдора Боборыкина участвовало в сражениях против польско-литовских интервентов.
Кинешма играет существенную роль в развитии торговли и промышленности, чему способствует удачное расположение города на берегу Волги. В устьях рек Кинешемки и Казохи находились удобные пристани. Рано в городе получило распространение производство льняных тканей, достигшее больших масштабов и высокого развития; на ярмарках говорили о «кинешемских полотнах». Герб Кинешмы, дарованный ей позднее, изображает два свитка полотна. В первой четверти XIX века вместо производства льняных тканей начинает развиваться хлопчатобумажное производство.
В настоящее время Кинешма — второй по величине город Ивановской области.

## История названия
Согласно одной из наиболее вероятных версий, топоним «Кинешма» имеет финно-угорское происхождение и означает «тёмная глубокая вода» или «тихая спокойная гавань». По мнению лингвиста А. К. Матвеева, название происходит от мерянского корня со значением «конопля» (ср. луговомар. кыне и горномар. кӹне с тем же значением). Окончание (формант) «-ма» часто встречается в названиях рек и речек на территории современных Ярославской, Костромской, а также Ивановской областей.
По местной этимологической легенде, название приурочено к разбойничьему эпосу. Когда Степан Разин и пленённая им персидская княжна ехали по Волге мимо Решмы, княжна сказала Разину: «Режь мя» (режь меня), а когда — мимо Кинешмы, та сказала: «Кинешь мя» (кинешь меня). Ономаст В. А. Никонов отмечал, что пленница-шемаханка не могла говорить на церковнославянском, а Разин никогда не поднимался так высоко по Волге. Историк-краевед Н. А. Зонтиков называет эту легенду типичным примером народной «наивной» этимологии. Возникновению легенды могло способствовать и то, что в разговорной речи местные жители старшего поколения нередко произносят «Кинешмя», «Решмя».
В сборнике Владимира Даля «Пословицы русского народа» зафиксированы пословицы: «От Решмы до Кинешмы глазами докинешь ли?»; «Кинешма да Решма кутит да мутит, а Сологда убытки платит»; «Кинешемцы и решемцы — суконники».

## XV—XVI века
По мнению историка К. Е. Балдина, Кинешма возникла в период монголо-татарского ига. Точная дата основания Кинешмы неизвестна. Костромской краевед князь А. Д. Козловский в своём историческом труде (1840) упоминает Кинешму и Солдогу в числе городов, разграбленных во время похода казанского царевича (сына хана) Махмуда в 1429 году, ссылаясь при этом на «Древний русский летописец» Михаила Ломоносова и «Царственный летописец». Эта дата в качестве первого летописного упоминания Кинешмы встречается в ряде последующих источников. Тем не менее в приведённых Козловским исторических источниках упоминания Кинешмы и Солдоги под данным годом отсутствуют. В том же сочинении Козловский сообщает, что в двух верстах от села Борщёвки Нерехтского уезда в двух местах расположены старинные могилы; эти места крестьяне называли Могильцами и отказывались их расчистить и засеять, полагая, что здесь похоронены татары, проходившие из Кинешмы в Плёсо (Плёс).
Первое упоминание о волости Кинешме относится к 1504 году, когда волость была названа в духовной грамоте великого князя Ивана III Васильевича в числе владений (в том числе город Лух), которые он пожаловал князю Фёдору Ивановичу Бельскому в вотчину. Бельский владел этими землями, предположительно, с начала 1494 года. Согласно духовной грамоте,
А что есми пожаловал князя Феодора Ивановича Белского, дал есми ему в вотчину город Лух, с волостьми, да волости Вичюгу, да Кинешму, да Чихачев, и князь Феодор и его дети служат сыну моему Василью, а ту свою вотчину держат по тому, как было при мне.
В 1504 и 1539 годах Кинешма упоминается в источниках как сельское поселение. Первоначально была небольшой слободой, жители которой занимались рыбной ловлей на себя и государя; затем она разрослась и образовала посад.
Деревянный Кинешемский кремль был построен, по-видимому, в первой половине XVI века. На начало XX века сохранялись следы земляного вала и сухого рва. До настоящего времени во дворах домов Комсомольской улицы заметны остатки рва.
В 1562 году в Лондоне английским послом и путешественником Энтони Дженкинсоном была издана карта «Описание Московии, России и Тартарии», на которой Кинешма показана в числе 20 наиболее крупных русских городов.
В 1582 году Кинешма была пожалована царём Иваном Грозным князю Ивану Петровичу Шуйскому за Псковскую оборону 1581—1582 от войск польского короля Стефана Батория. После смерти Шуйского в 1587 году вернулась в царское владение.

## Смутное время
В период Смутного времени кинешемское ополчение под предводительством воеводы Фёдора Боборыкина участвовало в сражениях против польско-литовских интервентов. Будучи вотчиной князей Шуйских, пожалованной Ивану Шуйскому за героическую оборону Пскова от войск Стефана Батория, Кинешма сохраняла верность царю Василию Шуйскому.
В начале 1609 года кинешемское ополчение во главе с Фёдором Боборыкиным принимало участие в освобождении городов Луха и Шуи и в разгроме отряда интервентов в селе Дунилове. Затем кинешемцы были намерены идти на помощь Костроме, Однако к Кинешме направился двухтысячный отряд, возглавляемый Александром Лисовским. Известие об этом горожане получили во время майской ярмарки.
На территории современного города состоялись сражения с отрядами Александра Лисовского и Тышкевича. Кинешемское ополчение дважды потерпело поражение. Ополченцы наспех изготовились и встретили противника на дальних подступах к городу. Федор Боборыкин погиб в первой схватке. Горожане отступили. Второе сражение произошло в районе современного завода имени М. И. Калинина, которое выиграли превосходящие силы противника. Последний бой состоялся на Торговой площади (ныне площадь Революции). В результате этого сражения Кинешма была захвачена и разорена отрядом Лисовского. Во время сражения часть населения — женщины и дети — укрывались в деревянной церкви. По приказу Лисовского церковь была сожжена вместе со всеми, кто в ней находился.
Места погребения погибших в городе и битв обозначены часовнями на площади Революции (Крестовоздвиженская часовня), на улице Вичугской, рядом с бывшим машиностроительным заводом имени Калинина и в парке имени 35-летия Победы. В память о подвигах кинешемцев, возглавляемых воеводой Фёдором Боборыкиным, горожанами в 2012 году на центральной площади города открыт памятник.
Над могилой погибших в самом городе была сооружена деревянная часовня, которая в 1744 году была заменена существующей (Крестовоздвиженская часовня).
Второе народное ополчение под предводительством Минина и Пожарского, собранное в Нижнем Новгороде, двигалось на Москву вдоль волжских городов, в том числе через Кинешму. Эта слобода, разорённая и сожжённая дотла, внесла ощутимый вклад в ополчение живой силой, деньгами и провизией; кроме того, кинешемцы помогли ополчению добраться до Костромы по разлившимся в то время рекам. В память об этих событиях в городе ежегодно проводятся памятные мероприятия.

## Уездный центр
К 1616 году Кинешма становится центром Кинешемского уезда, в состав которого вошли Кинешемская, Вичугская, Мериновская и Владыченская волости. Основным населением уездного центра были ремесленники и торговцы. Благодаря своему удачному географическому расположению Кинешма вела широкую торговлю с другими городами Поволжья, северо-запада России и Москвой.
После губернской реформы 1708 года Кинешма стала уездным городом Архангелогородской губернии, с 1719 году состояла в Ярославской провинции Санкт-Петербургской губернии, с 1727 года — в составе Московской губернии. На протяжении этого времени слобода стремительно развивается и строится. По описи 1760 года в Кинешме был собор, построенный в 1744 году, 4 приходские церкви и 2 монастыря, а все дома были деревянные.
В устьях рек Кинешемки и Казохи находились удобные пристани. В городе рано получило распространение производство льняных тканей, достигшее больших масштабов и высокого развития. На ярмарках говорили о «кинешемских полотнах».
На базе промысла по производству льняных тканей, во второй половине XVIII века в городе создаётся ряд крупных полотняных мануфактур. Первой из них в 1758 году стала мануфактура купца Первой гильдии Ивана Таланова, на которой работало около 60 станков. Её главное здание, сооруженное около 1758 года из кирпича, в советское время занимал завод безалкогольных напитков. Это здание — самый ранний памятник текстильной промышленности на территории нынешней Ивановской области.
В 1778 году Кинешма, бывшая ранее слободой, получила статус города и уездного центра (Кинешемского уезда) Костромского наместничества, в 1796—1918 годах — уездный центр Костромской губернии. 29 мая (9 июня) 1779 года императрицей Екатериной Великой городу был пожалован герб; в указе, дарующем герб, было сказано: «В зелёном поле два свёртка полотна, изъявляющие, что сей город оными производит знатный торг».
В 1781 году был составлен первый генеральный план города. Ему предшествовала топосъёмка, характеризовавшая планировочное состояние Кинешмы. Исторически город складывался без единого плана, но согласно определённым традициям. Планировочное ядро образовывала крепость, вокруг которой вырос посад. Ворота крепости и дороги, подходившие к ним, влияли на развитие улиц города и слободок. Старинная Кинешма была близка к прямоугольной планировке. Набережные, которые сложились по бровке высокого берега уже ориентировались на Волгу, Большое количество съездов соединяло их с уставленным пристанями берегом. Вблизи торговой площади улицы веером расходились по направлению к Кинешемке, которая имело важное хозяйственное значение для посада. На этой реке располагались мельницы и ряд промышленных сооружений. Застройка противоположного берега Кинешемки, как и в настоящее время, дополняла пространственную композицию города. Генплан 1781 года полностью был выполнен в прямоугольной системе. Административный центр создавался на волжском бульваре. Сохранялось значение торговой площади. Однако реальность внесла в Генплан ряд корректив. Планировка территории, прилегающей к бывшей Торговой площади в нарушение регламента прямоугольной схемы смогла сохранить веерную композицию.
К концу XVIII века действовали мануфактуры, основанные И. Н. Талановым (1758), А. Грязновым с братьями (1778), Д. Талановым с племянниками (1779), которые выпускали следующие разновидности текстильного полотна: фламандское, равендук, каламенку и другие.
В XVIII — начале XX веках в Кинешме ежегодно проводились две ярмарки: Крестовоздвиженская и Тихоновская (возрождена в 2004 году). Тихоновская начиналась в Тихонов день, 16 (29) июня, более значительная Крестовоздвиженская — начиналась 14 (27) сентября (в праздник Воздвижения Креста Господня) и продолжалась вплоть до октября.
24 июня (6 июля) 1812 года началась Отечественная война; было сформировано кинешемское ополчение, насчитывавшее 1278 воинов, во главе ополчения встал генерал-лейтенант П. Г. Бардаков. Кинешемское ополчение влилось в костромское (насчитывающее 11 тысяч человек) и вошло в состав армии М. И. Кутузова. После окончания войны из состава всего ополчения вернулось в Костромскую губернию не более 3600 человек.
В первой четверти XIX века вместо производства льняных тканей, основы благополучия Кинешмы, которое постепенно свёртывается из-за сильной конкуренции со стороны английских машинных полотен, в городе начинает развиваться хлопчатобумажное производство, сырьём для которого служил американский хлопок. В Кинешемском уезде были основаны фабрики Морокиных (1820), Разорёновых (1823), Миндовских (1870). Город остаётся значительным центром торговли, в нём продавалось зерно, привозимое с низовьев Волги. Сохраняется оживлённость местных ярмарок.
В 1829 году в Кинешме родился будущий драматург Алексей Потехин. Кинешма отражена в его очерках «Уездный городок Кинешма в 1851 году», «Забавы и удовольствия в городке» и в главах неоконченного романа. В этих работах даны зарисовки жизни старинного русского города, повествование о быте и нравах местных жителей, архитектуре города, описание Волги и её окрестностей. В «Уездный городок Кинешма в 1851 году» он, в частности, писал: «Кинешемцы любят ездить с чаем за реку. Но для кинешемца везде чудесное гулянье». Также Потехин отмечал: «Вообще вид городка веселенький, чему много помогают Волга и две другие речки, так прихотливо украшающие и разнообразящие его местоположение. К тому же он не стеснен; умеет выставить на вид свои лучшие здания и спрятать где нибудь сзади в слободах и переулках необходимые в уездных городах так называемые домики и лачужки. Немногочисленные улицы его широки и прямы». Он касается торговой жизни города, в особенности ярмарки: «Самая значительная ярмарка в Кинешме — сентябрьская, Воздвиженская… Первое воскресенье в ряду дней ярмарочных называется гулящим. На этот праздник крестьяне съезжаются в город весьма издалека».
В Кинешме часто бывал драматург Александр Островский, владевший имением Щелыково недалеко от города. Первое знакомство А. Н. Островского с Кинешмой состоялось в 1848 году в связи с покупкой Щелыкова его отцом, Н. Ф. Островским. Кинешма восхищала А. Н. Островского: широта и величие Волги и неповторимый мир местной природы. Эту природу он определил как «обетованные места». «Что за реки, что за горы, что за леса!… Если бы этот уезд был подле Москвы или Петербурга, он бы давно превратился в бесконечный парк, его бы сравнивали с лучшими местами Швейцарии и Италии». В 1872 году уездное земское собрание единогласно избрало его на должность почётного мирового судьи, которую он занимал до 1881 года. С 1874 года Островский был избран гласным Кинешемского земства, на должности которого контролировал деятельность исполнительных органов земства, отвечавших за поддержание дорог, развитие сельского хозяйства, торговли, промышленности, за состояние народного образования, здравоохранения, работу почты. С 1879 года Островский являлся членом Кинешемского общества сельского хозяйства и принимал участие в сборе сведений о сельской поземельной общине. Островский ходатайствовал об организации удобной переправы через Волгу, открытии общества взаимного кредита, устроении телеграфной станции. Близким его знакомым был И. В. Промтов, почтмейстер, позднее (1886) заведующий почтово-телеграфной станции в Кинешме. Островский проявлял интерес к истории Кинешемского края, изучал местную народную культуру. Всё это, как и знакомства с местными жителями разных сословий и состояний, повлияло на его творчество. Кинешма сыграла значительную роль в создании им образов волжских городов — Калинова и Бряхимова (пьесы «Гроза», «Бесприданница»). Кинешма упоминается в письмах драматурга. Панорама, открывавшаяся с кинешемского бульвара, была использована Островским в декорациях пьесы «Гроза». Действие «Бесприданницы» основано на происшествии в Кинешме.
В середине XX века Кинешма продолжала быть небольшим городом, состоящим из двух площадей и двенадцати крупных улиц. В 1860 году в ней проживал 2461 человек.
Новым стимулом в развитии города стала железная дорога — в 1871 году была построена железнодорожная линия Иваново-Вознесенск — Кинешма Московско-Ярославской железной дороги. Железная дорога связала Кинешму с Москвой. Основная заслуга в строительстве железной дороги принадлежит местным промышленникам, строившим и открывавшим в то время новые производства. Во второй половине XIX века были построены химические заводы по производству красителей и купороса, чугунолитейный завод, деревообрабатывающие и другие предприятия. На берегу Волги строится крупный порт, через который для Иваново-Шуйского промышленного района проходят хлопок, хлеб, топливо, лес. Были распространены скорняжное, овчинное и спажное ремёсла. Город вновь стремительно строится и развивается. Промышленники строят кроме заводов и фабрик большое количество собственных усадеб с парками, большая часть которых сохранилась до настоящего времени в разных частях города и пригорода.
Во второй половине XIX века в Кинешме появляется еврейское население.
На 1894 год в городе проживало 4398 человек (2257 мужчин и 2141 женщина), в том числе дворян 186, духовного звания 82, мещан 2111, крестьян 1870, прочих сословий 149. Православные составляли 96 %. В конце XIX века в городе было 9 церквей, из них две обращены в приходские из упразднённых монастырей. При Спасо-Преображенской церкви была богадельня на 25 престарелых женщин. В Кинешме процветали полотняные фабрики.
К концу XIX века Кинешма с уездом стали одним из крупнейших центров текстильного производства. Был построен ряд новых крупных предприятий, в том числе в 1878 году электротехнический завод А. И. Бюксенмейстера — одно из первых в России предприятий по производству электроугольных изделий и ламп накаливания (ныне завод «Электроконтакт»). В конце XIX века в городе имелись следующие фабрики и заводы: клеёночный завод (пеньковые пожарные рукава, ремни, ватерная тесьма), с оборотом на 27 тысяч руб.; 1 кожевенный завод, с 11 тысячами руб. оборота; мастерская для изготовления разных металлических изделий, на 12 тысяч руб.; 2 бумагопрядильные фабрики, с производством на 1600 тысяч руб.; крахмальный завод — на 4 тысячи руб.; пиво-медоваренный завод — на 8 тысяч руб.; клеёнчатый и лакировочный завод — на 28 тысяч руб.; скорняжный и овчинный завод — на 15 тысяч руб.; 2 чугунолитейных завода — на 38 тысяч руб. Торговля осуществлялась преимущественно хлебом. В 1890 году по Волге прибыло 115 152 тонн, из них 27 904 тонн хлеба, 6512 тонн соли, 5872 тонны нефти, 61 456 тонн дров, 23 456 тонн строительных материалов. Отправлено по Волге 93 104 тонны разных товаров. По железной дороге прибыло 1696 тонн, а отправлено 131 408 тонн. Базары проводились еженедельно. В 1894 году городских доходов было 40 889 руб. (в 1862 году — 13 913 руб.). Расходовалось на городское управление 7441 руб., на учебные заведения 3968 руб., на благотворительные учреждения 3281 руб., на медицинскую часть 2670 руб. У города капиталов 41 517 руб.
К началу XX века в Кинешме было 9 церквей, имелось духовное училище, городское 3-классное училище со столярным отделением, 2-классное женское училище с рукодельным классом, приходское училище. Земская больница (на 50 человек) и приёмный покой. Врачей — 4, фельдшеров — 9, повивальных бабок — 6, аптек — 2. К 1913 году в городе и уезде имелось около 90 промышленных предприятий.
Кинешму в ряде своих картин отразил известный художник Борис Кустодиев. Впервые он посетил в город летом 1898 года. В 1905 году Кустодиев построил дом-мастерскую «Терем» близ Кинешмы, на Волге, ставший местом работы и творчества художника. В это время Кустодиев начал поиск собственного стиля, отойдя от реализма своего учителя Ильи Репина, писал не с натуры, а исходя из собственных представлений. Он вдохновлялся народными гуляньями, ярмарками, лубочными изображениями. Темой своей дипломной работы Кустодиев выбрал Кинешемскую ярмарку. Картину высоко оценила квалифицированная комиссия. В целом Кинешма запечатлена в «кустодиевских ярмарках», серии картин, изображающей праздничный быт конца XIX века — начала XX века.
В 1909 году Кинешемское духовное училище окончил будущий маршал Советского Союза и выдающийся военный стратег Александр Василевский (родился в селе Новая Гольчиха Кинешемского уезда). В 1975 году в Кинешме в рамках увековечивания памяти о «знатных» (прославленных) кинешемцах был осуществлён ряд переименований улиц, в том числе улица Петровская переименована в улицу Маршала Василевского.
В 1909—1912 годах в Кинешме жил будущий писатель и революционер Дмитрий Фурманов. Это время стало важным для формирования его мировоззрения и характера. В 1911—1912 годах он учился в Кинешемском реальном училище (V—VII классы), где окончательно решил посвятить себя литературе. В Кинешме писал стихи. С 1910 и до конца жизни вёл дневник. В 1912 году в местной газете «Ивановский листок» Фурманов публикует стихотворение «Памяти Д. Д. Ефремова», посвящённое учителю литературы Кинешемского училища. 5 июня 1912 года получил диплом об окончании Кинешемского реального училища. Фурманов снимал квартиру недалеко от бульвара. Имя Фурманова в Кинешме было присвоено Фурмановскому тупику, с 1957 года Фурмановский переулок. В 1958 году имя Фурманова присвоено школе (бывшему реальному училищу), с 2010 года — Лицей имени Д. А. Фурманова.
После Февральской революции 1917 году в Кинешме был создан Совет рабочих депутатов.
- Троицко-Успенский кафедральный собор и нижние торговые ряды, начало XX века
- Троицко-Успенский собор и центральная часть города, 1910
- Верхняя базарная площадь, 1906
- Часть базарной площади у Благовещенской церкви, 1913
- Промышленная часть города, 1900-е годы
- Вид на Кинешму с востока на фотографии С. М. Прокудина-Горского, 1910
- Вид на Кинешму с Заречья на фотографии С. М. Прокудина-Горского, 1910. В центре — Никольский мост через Кинешемку

## Советский период
Советский период ознаменовался бурным экономическим ростом, увеличением численности населения города и развитием инфраструктуры. Уже к моменту объявления советской власти в городе (26 октября 1917 года) была хорошо развита промышленность: текстильная, химическая, пищевая, машиностроение, электротехническая. С 20 июня 1918 года Кинешма была в составе Иваново-Вознесенской губернии.
В этот период Кинешма была крупным промышленным городом. В 1923 году в нём проживало более 20 тысяч жителей. В середине 1920-х годов поставлен вопрос о значительном расширении территории города, включении в неё соседних фабричных посёлков. Быстрому росту Кинешмы в 1920-х — начале 1930-х годов сопутствовало также массовое строительство. В 1923 году в городе проживало 212 евреев, в 1926 году — 313, в 1939 году — 293 (около 3 % населения). В начале XIX века евреи собирались для молитвы в доме на Песочной улице.
В 1929—1936 годах — районный центр Ивановской Промышленной области. Кинешма становится центром крупного района. С 1936 года — районный центр Ивановской области. С 1930-х годов начинается массовое перевооружение всех отраслей народного хозяйства. Появляются также новые производства.
В 1931 году в Кинешме было создано районное управление Волжского управления речным транспортом (пароходство). В 1934 году пристань Кинешма вошла в состав Верхневолжского речного пароходства. В годы Великой Отечественной войны в городе было размещено 7 эвакуационных госпиталей.
С 1933 года в Кинешме проживал будущий Герой Советского Союза Юрий Горохов (родился в 1921 года в деревне Федосцыно, ныне Заволжский район). В Кинешму он переехал с родителями и учился в средней школе № 4 (ныне Лицей имени Д. А. Фурманова). По окончании школы с 1937 года работал токарем на заводе имени Калинина. Одновременно занимался в Кинешемском аэроклубе имени С. А. Леваневского. В возрасте 17 лет осенью 1938 года по комсомольской путёвке Горохов был направлен в Чкаловскую военную авиационную школу. Во время Великой Отечественной войны совершил большое число боевых подвигов. С 1943 года летал на именном истребителе ЯК-7 «Александр Пушкин». Погиб 1 января 1944 года в бою. В честь Юрия Горохова названы улицы в Кинешме и Заволжске. В Кинешме на Вичугской улице Горохову посвящён военный мемориал. В парке культуры и отдыха Кинешмы есть берёзовая аллея Героев, одна из берёз посажена в честь Юрия Горохова. В парке находится макет самолёта ЯК-7 «Александр Пушкин».
На воинском кладбище Затенки захоронены более 100 советских воинов, в годы Великой Отечественной войны умерших от ранений в госпиталях. В 1941—1945 годах численность еврейского населения города увеличилась и составила около 7 % от общего числа жителей за счёт беженцев из Польши и эвакуированных из западных районов СССР.
В 1953 году при строительстве дамбы было уничтожено еврейское кладбище.
30 марта 1967 года с закладки корпуса литейного цеха было начато строительство завода «Автоагрегат», который первоначально именовался филиалом Московского завода малолитражных автомобилей (МЗМА, впоследствии — АЗЛК). В 1970 году новый завод дал первую продукцию. На заводе с 1996 по 2003 год выпускалась мотоколяска «Кинешма». В 1974 году в Кинешме открывается общетехнический факультет Ивановского химико-технологического института. В 1989 году факультет был преобразован в филиал Московского автомобилестроительного института (ныне — Московского государственного индустриального университета), собрав высококвалифицированный профессорско-преподавательский состав. С этого времени в Кинешме активизируется научно-исследовательская работа с защитой кандидатских и докторских диссертаций.
В 1976 году в городе появляется комбинат крупнопанельного домостроения (ДСК), комбинат массово ведёт строительство жилья в городе и других городах области.
В советский период появляется большое число культурных объектов: в 1979 году открывается новое здание Кинешемского драматического театра имени А. Н. Островского, появляются дома культуры заводов «Заветы Ильича», «Электроконтакт», «Дмитриевского лесохимического завода» и других.
В 1986 году в районе Кинешмы начинается строительство совмещённого железнодорожно-автомобильного моста через Волгу, который был достроен только в 2003 году и лишь в автомобильном варианте.
6 мая 1986 года из Кинешмы был отправлен первый эшелон кинешемцев для ликвидации аварии на ЧАЭС, о чём на здании бывшего железнодорожного вокзала (ныне автостанции) установлена памятная доска. Всего на борьбу с последствиями аварии отправились более 700 кинешемцев — военнослужащих бригады радиационной, химической и биологической защиты и призванные из запаса. Более 550 кинешемцев награждены правительственными наградами. В честь тех событий в Кинешме на улице 50-летия Комсомола, возле центральной библиотеки, установлен мемориал кинешемцам — участникам ликвидации последствий аварии на Чернобыльской АЭС.
- Кинешемский драматический театр имени А. Н. Островского
- Никольский мост через реку Кинешемку
- Кинешемский мост через Волгу

## Постсоветский период
В результате кризиса 1990-х годов прекратили работу многие предприятия Кинешмы: завод «Заветы Ильича» (лесозавод), мясокомбинат, завод безалкогольных напитков, ватная фабрика, машиностроительный завод имени Калинина, кинешемская прядильно-ткацкая фабрика № 2 и другие. В 2006 году на «Автоагрегате» была возбуждена процедура банкротства, в 2008 году предприятие оказалось в конкурсном производстве, а в 2011 году долги «Автоагрегата» признаны безнадёжными. Во время кризиса 2008—2009 года пострадали крупные текстильные предприятия. Так, на фабрике «Томна» произошли массовые сокращения рабочих, предприятие обанкротилось. Фактически прекратил существование Кинешемский речной порт.
В начале 1990-х годов в Кинешме создано общество еврейской культуры «Встреча». С 1999 года действует местная религиозная организация ортодоксального иудаизма «Еврейская община города Кинешмы». Председатели — Юрий Абрамович Левин, затем Владимир Георгиевич Младенов, затем Людмила Шлёмовна Шлюндина (преподаватель английского языка). Также с 1999 года в общине действуют воскресная школа и созданный при ней межнациональный клуб «Добрые соседи». В общине действуют также семейный и женский клубы, библиотека. В городе работают отделение благотворительного фонда «Хесед» и общественная организация еврейских женщин «Подруги». В 2002 году для общины был открыт еврейский общинный центр, до этого община работала в доме культуры. К 2016 году почти половина членов общины покинула Кинешму и уехала в другие города России и в Израиль.
В 2003 году достроен мост через Волгу в автомобильном исполнении, построена полукружная западная объездная автодорога, которая соединила шоссе Ковров — Кинешма с волжским мостом, благодаря чему транзитный транспорт частично перестал въезжать в город. В 2010 году завершена реконструкция Волжского бульвара и берегоукрепительные мероприятия в центральной части города, от устья реки Казоха до речного вокзала, благодаря чему на этом участке появилась нижняя набережная.
Приказом Министерства культуры Российской Федерации и Министерства регионального развития Российской Федерации от 29 июля 2010 года № 418/339 «Об утверждении перечня исторических поселений» Кинешма утверждена как историческое поселение.
В Кинешме жил Владимир Фомин, известный тем, что принципиально носил женскую одежду и боролся за право мужчин ходить в женской одежде. Участвовал в большом количестве телепередач, включая всероссийские. В РЕН ТВ и Ivanovonews назван «самым известным фриком Ивановской области», в журнале «Нож» «самым известным жителем Ивановской области»; в «Московский комсомолец» отмечалась его популярность в интернете.
В 2023 году бывший заместитель губернатора Ивановской области, а затем научный сотрудник Кинешемского художественно-исторического музея Андрей Кабанов высказал точку зрения, что в данном году Кинешме исполняется не 519, а 520 лет. На Межрегиональной краеведческой конференции «Историко-культурный и природный потенциал Кинешемского края. Развитие регионального туризма» в своём докладе он представил данные, что духовная грамота, Ивана III, в которой впервые упоминается Кинешма, датируется не 1504, а 1503 годом. В связи с этим юбилейные праздничные мероприятия, ранее запланированные на 2024 год, прошли в 2023 году.

## Улицы и микрорайоны
К западу от крепости сложился слободской район Заградье, дальше — ямская слобода Турунтаевка. В этой Ямской слободе (позже Заречье или Турунтаевка), составлявшей часть древнего посада, жили ямщики, чей род происходил от Турунтая Пронского, принадлежавшие к классу панцирных бояр.
Правый берег Кинешемки занимала другая слобода, известная ещё с ХVII века. Играя важную роль в панораме, открывающейся из центральной части города, она «поворачивала» к нему фасады наиболее значимых в архитектурном плане построек. Архитектура свидетельствует о соперничестве Слободы с посадом и городом. Вероятно, в этой части проживало более удачливое купечество, о чём свидетельствует наличие в центре поселения наиболее раннего монументального кирпичного памятника Кинешмы — Спасо-Преображенского храма, старейшего сохранившегося памятника города. Рядом возвышается Успенских храм, отмечавший центр древней слободы. Храм привлекает внимание оригинальным обликом: в отдалённом от столицы городе имеется архитекурная форма, которая использовалась создателями изящного стиля «московского барокко». Недалеко расположен старообрядческий молельный дом, деревянное одноэтажное с мезонином здание сооружено в 1798 году, является одной из ранних сохранившихся деревянных построек города и характерным примером устройства молельни в жилом доме, лишённом внешних атрибутов культового сооружения. В нежилом мезонине располагалась молельня с иконостасом, в конце 1960-х годов перевезённым в Палех.
На верхней кромке берегового откоса Кинешемки, находится «Терем», двухэтажный бревенчатый дом, построенный в 1914 году по проекту его владельца архитектора Н. В. Нагорского в русском стиле. На границе бывшей Слободы находилась узкая квадратная в плане башня, наблюдательная вышка пожарной части. Здание построено в 1930 году по проекту московского архитектора А. П. Голубева.
Вдоль берега Волги в окрестностях Кинешмы создаются крупные текстильные фабрики, вокруг которых возникают посёлки, еще не сливающиеся со старой частью города. В одном из этих поселков, рядом с фабрикой № 2 в начале XX века была построена резиденция бывшего владельца, фабриканта Павла Фёдоровича Севрюгова.
В 1877 году в трёх верстах от Кинешмы, вниз по Волге строится фабрика «Томна». Рядом с ней образуеися посёлок. В создании этого предприятия участвовал архитектор В. А. Веснин, по проекту которого вблизи фабрики должно было быть создано училище или школа. Позднее в этом здании находилась школа-интернат (ул. Кирпичная, дом 5).
В 1920-х — начале 1930-х годов создан посёлок Красноволжского комбината на левом берегу реки Томки, облик которого позднее сильно изменился, но заложенные в 1920-е годы принципы организации сохраняются. Поселок, подостренный в соответствии с идеей города-сада, засажен зеленью, в особенности прибрежная его часть, которую многочисленные спуски связывают
с Волгой. Посреди парковых насаждений расположены островки застройки, включая двухэтажные четырехквартирные дома, окружённые приусадебными участками. Здание больницы повторяет линию излома прибрежного оврага. На территории поселка реализован один из наиболее показательных проектов ивановских архитекторов 1920-х годов, Нардом 1929 года, который по задумке призван удовлетворить вызванную революцией тягу трудящихся к самостоятельному творчеству. Тип этой постройки завершил в Иваново-Вознесенском районе в своих сооружениях архитектор П. А. Трубников. Вслед за этим проектом создаётся другое произведение ивановской архитектурной школы — школа, возведённая по проекту Н. И. Кадникова.
Другой постройкой 1930-х годов является здание школы-интерната в районе фабрики No 1
(ул. Желябова, 36), которое первоначально было предназначено для текстильного техникума.
В решении президиума Кинешемского городского Совета от 1927 года названы существовавшие в то время улицы: Плёсские дворы, Хлебная, Беловская, Ярмарочная площадь, а упоминаются различные слободы: Ямская, Пленная, Бульварная, Кузнецкая, Ленинская, Калининская, Сретенская, Куприяновская, Никитинская, Козья слобода, Вичугский тракт.
Согласно документам 1931 года, ряд слобод ликвидируется. Город расширяется, в него включаются ряд сельских поселений, при этом появляется более 80 новых наименований улиц. В 1931 году возникают названия улиц: Свердловская, Энгельса, Достоевского, Республиканская, К. Либкнехта, Чехова, 8-го Марта, Алексеевская, Ванцетти, Желябова и другие. В 1933 году к южной части Кинешмы примыкают ряд селений и промышленных предприятий: завод Электроугли, Кирпичный завод № 1, Дмитриевский химический завод (ДХЗ), слободы «Красные Затенки», «Пелевинская», селения Касимиха, Бакариха, Тарутиха, Крестовка.
В 1946 году в состав Кинешмы вошёл Посёлок 1-го Мая, его улица получила название Боровая. В 1949 году застраивается посёлок при Дмитриевском химическом заводе, возникают новые улицы: Авиационная, Молодёжная, Районная, Парковая, в посёлке Залесье — Родниковская, в посёлке «Красная ветка» — улицы Фабричная, Фабричный и Железнодорожный проезд.
В 1952 году появляются новые улицы: Суворова, Каховская, Александра Матросова, Спортивная, Котовского, Репина. В 1956 году нескольких улиц города были объединены в одну: Малый и Большой Бульвары и Бульварный проезд — в Волжский бульвар; Вокзальная и имени Островского — в улицу имени Островского; Линейная, 1-я Железнодорожная, Вичугская, Электроугольная, Трубный проезд — в улицу Вичугскую; улица имени Красина, Халтуринская, 2-й Садовый переулок — в улицу имени Красина. В 1956 году улица Красная была переименована в улицу имени Ленина, улица Фабричная — в улицу имени Менделеева, Каляевская улица — в улицу имени Крупской, Железнодорожный проезд — в улицу имени Жданова. В 1957 году улица Белякова была переименована в улицу имени Розы Люксенбург, улица Прокофьева — в Красноармейскую, улица Слепнёва — в улицу Правды, Фурмановский тупик — в Фурмановский переулок. Также были произведены ещё около 20 переименований улиц. В посёлках Новые Сокольники, Чкалова, Электроугли и в районе Фабрики № 2 были созданы новые улицы и проезды. В 1959 году в состав Кинешмы вошёл ряд населённых пунктов: Максимиха, Лапшиха, Вандышки и Кирпичниково, появились улицы: 1-я, 2-я Максимихинская, 1-я, 2-я, 3-я Березниковская, 3-я Вандышевская, 1-я, 2-я, 3-я, 4-я Заречная.
В 1961 году возникли новые улицы: Патриса Лумумбы, Окружная, И. А. Крылова, Телевизионная и другие. В 1964 году, в память о погибших кинешемцах — героях Советского Союза, 2-я Юрьевецкая цлица была переименована в улицу Ивана Плешкова, Александровская — в улицу Василия Панфилова, Ильинская — в улицу Георгия Дудникова, Веткинский переулок — в улицу Виктора Кудрявцева и другие.
В 1975 году, в связи с 70-летием Кинешемской партийной организации и в целях увековечивания памяти о «знатных» (прославленных) кинешемцах, были осуществлены следующие переименования: улица 7-я Заречная переименована в улицу Григория Цветкова, улица 6-я Заречная — в улицу Виктора Кирпичникова, Текстильный переулок — в улицу Елены Павловской, Петровская — в улицу Маршала Василевского, Томненская — в улицу Аристарха Макарова, Красная — в улицу Рубинского. В 1977 году, в связи с празднованием 200-летия со дня основания города Кинешмы (имеется ввиду юбилей обретения Кинешмой статуса города в 1777 году) и 60-летием Великой Октябрьской революции улица Широкая была переименована в улицу имени И. Н. Виноградова, Стрелкова — в улицу имени Г. Е. Фомина.
В 1987 году старые улицы города были переименованы в честь Героев Советского Союза Аккуратова, Бойцова, Рыжова, в честь первого президента Академии архитектуры СССР, проектировавшего Кинешемскую мануфактуру «Томна», была названа улица Веснина. В том же году решением Совета народных депутатов улица Зелёная района Электроконтакт была переименована в улицу имени кинешемца Александра Бекренёва, погибшего в Афганистане. В 1989 году улица Жданова была переименована в улицу имени воеводы Фёдора Боборыкина.
В газете «Правда» от 19 января 1989 года говорилось: «Кинешемцы назвали одну из улиц… именем… адмирала Невельского».
По состоянию на 2015 год в Кинешме имелось около 476 наименований улиц.
В Кинешме имеются микрорайоны Пушкинский, Поповка, Поликор, Рубленый, 2-й фабрики, «Дмитриевский» (ДХЗ), Автоагрегат, Электроконтакт, Америка, Томна, Сокольники и другие.
Первое территориальное общественное самоуправление (ТОС) в Кинешме было зарегистрировано в конце 2001 года — «Волжская круча», в границы которого вошли улицы микрорайона Пушкинский. В 2009 году были зарегистрированы ТОС: «Заречные» (район 2-й фабрики), «Поликор» (микрорайон Поликор), «Сокольники» (микрорайон Сокольники). В 2010 году — «Местечко Лапшиха» (микрорайон ДХЗ) и «Содружество» (микрорайон ДХЗ). В 2011 году — имени Маяковского (район улиц Менделеева и Правды), «Нижняя Устиниха» (микрорайон Томна), «Семья» (микрорайон Америка) и «Нижние Сокольники» (микрорайон Сокольники). В 2012 году — «Правдист» (микрорайон Сокольники), «Дмитриевский» (микрорайон ДХЗ).
В реестр территориальных общественных самоуправлений в городском округе Кинешма по состоянию на 2020 год входят ТОС: «Окраина», «Поликор» (микрорайон Поликор), местечка «Волжская круча» (микрорайон Пушкинский), «Сокольники» (микрорайон Сокольники), местечка «Лапшиха» (микрорайон ДХЗ), «Содружество» (микрорайон ДХЗ), имени Маяковского (район улиц Менделеева и Правды), «Нижняя Устиниха» (микрорайон Томна), «Семья» (микрорайон Америка), «Нижние Сокольники» (микрорайон Сокольники), «Правдист» (микрорайон Сокольники), «Дмитриевский» (микрорайон ДХЗ), «25-й микрорайон» (25-й микрорайон), «Урицкого», «Контакт» (микрорайон Электроконтакт), «Рассвет», «Озерки», «Томна» (микрорайон Томна), «АЗЛК» (микрорайон Автоагрегат), «Речник», «Залесье». При главе городского округа Кинешма действует совет по вопросам ТОС.
Микрорайон Поповка расположен в окрестностях железнодорожного и автомобильного вокзалов города. Старые карты территорию от реки Казохи до Подшиваловской горы обозначают как «Ивановая пустошь». Участок был отдан Успенской церкви (следует отличать от Троицко-Успенского собора) маленькому храму, который однако был богатым и владел большим числом земель и нефтяными баками. Место, принадлежащее священникам (попам), получило название Поповка.